# Pamur
Pamur è una suddivisione dell'India, classificata come census town, di 15.178 abitanti, situata nel distretto di Prakasam, nello stato federato dell'Andhra Pradesh. In base al numero di abitanti la città rientra nella classe IV (da 10.000 a 19.999 persone).

## Geografia fisica
La città è situata a 15° 7' 0 N e 79° 25' 0 E e ha un'altitudine di 110 m s.l.m..

## Società

### Evoluzione demografica
Al censimento del 2001 la popolazione di Pamur assommava a 15.178 persone, delle quali 7.766 maschi e 7.412 femmine. I bambini di età inferiore o uguale ai sei anni assommavano a 2.138, dei quali 1.092 maschi e 1.046 femmine. Infine, coloro che erano in grado di saper almeno leggere e scrivere erano 9.421, dei quali 5.617 maschi e 3.804 femmine.